# Big Dig
Pour les articles homonymes, voir Big et Dig.
Le Big Dig est le surnom du Central Artery/Tunnel Project, un projet autoroutier souterrain à Boston aux États-Unis construit par la société Bechtel entre 1985 et la fin de 2007, date marquant la fin du partenariat entre Bechtel/Parsons Brinckerhoff et le Massachusetts Turnpike Authority. 
Son but était d'alléger la circulation de surface dans le cœur de Boston même, principalement celle qui passe par le Central Artery (partie du Interstate 93). La partie la plus importante du projet est un tunnel long de 5,5 km qui remplace une autoroute surélevée. Ce projet comprend également la construction du tunnel Ted Williams qui permet de joindre l'aéroport international Logan ainsi que le pont Zakim Bunker Hill sur la rivière Charles à partir du tunnel principal.
À la suite de retards, d'arrêts, de surcoûts, de fuites, de mauvaises exécutions et de l'utilisation de matériaux hors normes, il s'agit du plus coûteux projet de construction immobilière aux États-Unis. Initialement estimé au coût de 2,5 milliards USD en 1985, il en a coûté 14,6 milliards en juillet 2006. En dollars constants de 2006, le coût est passé de 6 à 14,6 milliards.
Le 10 juillet 2006, à la suite de la chute de plusieurs pièces de béton attachées au plafond, le segment qui relie l'Interstate 90 au tunnel Ted Williams est resté fermé au public pendant un an.

## Histoire
Le projet a été conçu dans les années 1970 par le Boston Transportation Planning Review en vue de remplacer l'autoroute élevée à six voies Central Artery. Cette autoroute séparait le centre-ville de la rive et était de plus en plus congestionnée. La communauté d'affaires voulait un lien avec l'aéroport Logan, et militait plutôt pour un troisième tunnel portuaire. Durant leur second mandat, le gouverneur Michael Dukakis et son secrétaire au Transport Fred Salvucci décidèrent de lier les deux projets.
La planification commença officiellement en 1982, et les études d'impact environnemental en 1983. Après des années de lobbying intensif pour les subventions fédérales, un projet de financement public pour le Big Dig fut accepté par le Congrès en 1987. Après un véto du président Ronald Reagan qui considérait le projet trop coûteux, le Congrès revota le projet et les travaux commencèrent en 1991.
Le Massachusetts Turnpike Authority (MTA) ayant peu d'expérience dans une entreprise de cette envergure, il entra dans un partenariat avec Bechtel/Parsons Brinckerhoff. Finalement, le MTA combina certains de ses employés avec ceux de l'entreprise pour former une organisation intégrée limitant la capacité de contrôle du MTA.